# Michele Orecchia

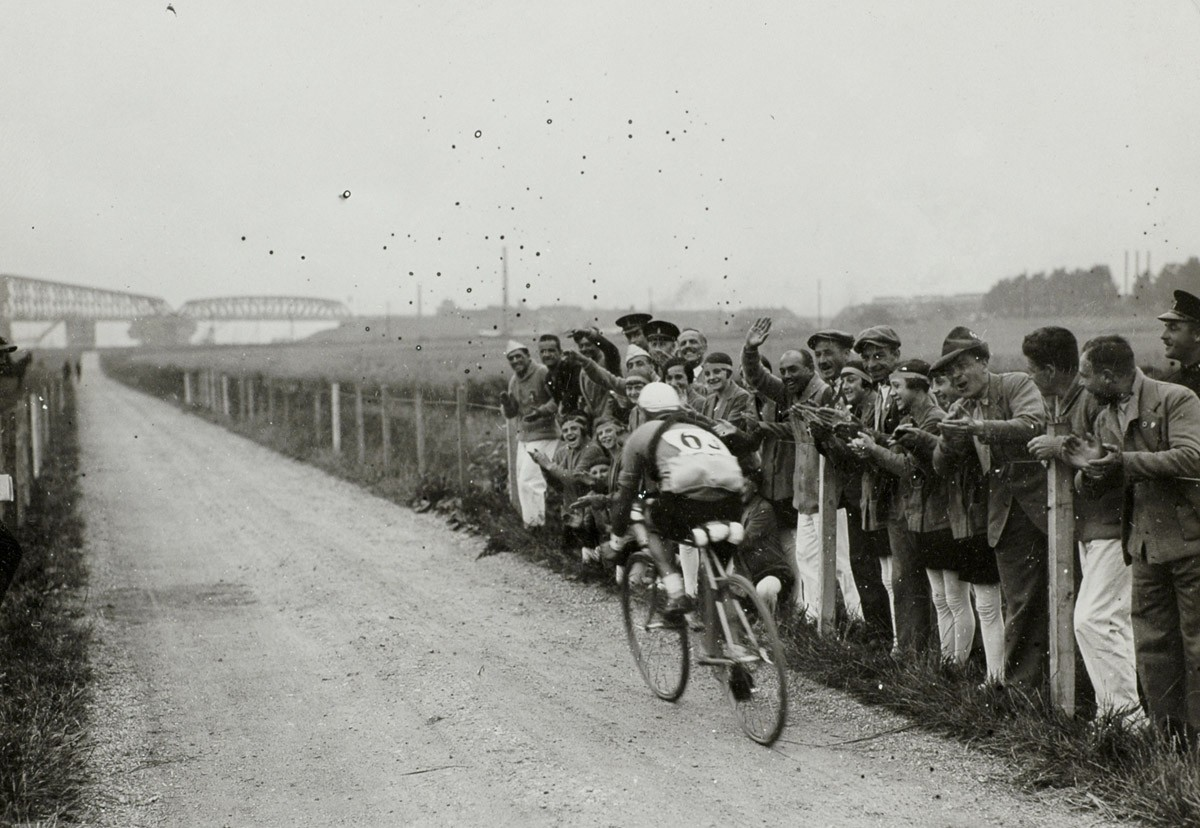
Durant les Jeux olympiques d'été de 1928 à Amsterdam

Michele Orecchia (né le 26 décembre 1903 à Marseille et mort le 12 novembre 1981 à Moncalieri) est un coureur cycliste italien de l'entre-deux-guerres. 

## Biographie
Médaillé de bronze du championnat du monde amateur sur route en 1927 et quatrième du contre-la-montre par équipes des Jeux olympiques de 1928 à Amsterdam, Michele Orecchia a été professionnel de 1928 à 1934 et vainqueur d'étape du Tour de France 1932.

## Palmarès
- 1927
  - Giro del Sestriere
  -  Médaillé de bronze du championnat du monde sur route amateurs

- 1928
  - 1re étape du Tour de la province de Reggio de Calabre

- 1929
  - 8e de Milan-San Remo
  - 9e du Tour d'Italie

- 1932
  - 8e étape du Tour de France
  - 10e de Milan-San Remo

- 1933
  - 8e du Tour de Suisse

## Résultats sur les grands tours

### Tour de France
3 participations
- 1929 : abandon
- 1931 : 25e
- 1932 : 14e, vainqueur de la 8e étape

### Tour d'Italie
6 participations
- 1929 : 9e
- 1930 : 13e
- 1931 : 11e
- 1932 : 21e
- 1933 : 28e
- 1934 : 18e